# Handball-Verbandsliga Bayern 1987/88
Die Handball-Bayernliga 1987/88 wurde unter dem Dach des „Bayerischen Handballverbandes“ (BHV) organisiert und ist die höchste Spielklasse des Landesverbandes Bayern. Die Bayernliga ist nach der Bundesliga, der
 2. Bundesliga und der Handball-Regionalliga eine der vierthöchsten Spielklassen im deutschen Handball.

## Saisonverlauf
Meister der Landesliga Nord wurde das Team des TV 1877 Lauf und Südgruppenmeister die TV Eggenfelden Beide Clubs waren damit auch direkt für die Bayernliga 1988/89 qualifiziert. Die Aufstiegsrelegation gewann der Bayreuther TS 1861, die als dritter Aufsteiger nachrückte.

Bereich des „Bayer. Handballverbandes“ (BHV)

### Modus
Die in Gruppe Nord und Süd eingeteilte Liga spielte je eine Hin- und Rückrunde. Platz eins jeder Gruppe war Staffelsieger und Direktaufsteiger in die Bayernliga. Die zweiten Plätze spielten in einer Relegation den dritten Aufsteiger aus. Die zwei Letztplatzierten einer jeden Gruppe waren Direktabsteiger.

## Teilnehmer
Nicht mehr dabei waren die Auf- und Absteiger der Vorsaison. Neu dabei waren die Bayernliga-Absteiger
TuS Fürstenfeldbruck,

MTSV Schwabing II, SG Post/Süd Regensburg
und die Aufsteiger aus den Bezirksligen.